# IC 469
IC 469 és una galàxia espiral en la constel·lació de Cefeu. Es caracteritza per un nucli compacte, una forma oval, amb braços laterals perceptibles.